# Rémi Guérin
Rémi Guérin, né le 12 octobre 1979 à Nogent-sur-Marne en France, est un auteur et scénariste, de bande dessinée, de dessin animé, de jeux vidéo qui vit aujourd'hui à Nantes.

## Biographie
Guérin s’oriente vers des études de cinéma et de communication. Il rejoint la FNAC comme assistant chargé de communication. À cette période, il rencontre Éric Corbeyran, qui lui offre l’opportunité de l’accompagner dans la réalisation de leur première série Les Véritables Légendes urbaines en tant que co-scénariste, publiée chez Dargaud.
Guérin est aussi l'auteur de la série City Hall, dessinée par Guillaume Lapeyre, récompensée en 2012 du Prix Bayard DLire meilleur manga et du Prix Animeland meilleure BD style manga la même année[réf. souhaitée].
En 2013, il co-scénarise avec le journaliste et animateur Marcus un album de style comics : L'Intrépide, et avec Lorànt Deutsch une bande dessinée historique : HistoireS de France Tome 2.
Deux ans après, il fonde une société de production transmédia « Termites Factory » avec Olivier Peru et Nicolas Mitric. En novembre 2015, ils lancent leur premier projet, l'édition du roman Darryl Ouvremonde d'Oliver Peru, via une campagne de crowdfunding sur la plateforme de financement participatif Ulule et atteignent leur premier objectif de collecte de 10 000 euros. Au terme de 3 années de collaboration la société ferme ses portes.
Sa rencontre avec les fondateurs du Groupe SYD, David Le Glanaër et Yann Trichard, scelle un nouveau projet : créer un studio de dessin animé présent sur le territoire des Pays de la Loire, basé à Saint Herblain. Ils sont rejoints quelques mois plus tard par un autre studio d'animation, implanté sur Nantes.
Une fois ce projet lancé, Guérin développe différents projets pour le studio, dont une série animée mettant en scène les aventures de Teddy Riner.

## Œuvres

### Bandes dessinées
Les Véritables Légendes Urbaines, Dargaud
- Tome 1, 2007
Scénario : Éric Corbeyran et Rémi Guérin - Dessin : collectif
- Tome 2, 2008
Scénario : Éric Corbeyran et Rémi Guérin - Dessin : collectif [1]
- Tome 3, 2009
Scénario : Éric Corbeyran et Rémi Guérin - Dessin : collectif

Explorers, Soleil Productions
- Tome 1 - Oui-ja, 2009
Scénario : Rémi Guérin - Dessin : Guillaume Lapeyre - Couleurs : Diane Brants
- Tome 2 - L'Île au trésor, 2010
Scénario : Rémi Guérin - Dessin : Guillaume Lapeyre - Couleurs : Diane Brants
- Tome 3 - 20 000 lieues sous les mers, 2011
Scénario : Rémi Guérin - Dessin : Guillaume Lapeyre - Couleurs : Diane Brants

Kookaburra Universe, Soleil Productions
- Tome 15, 2012
Scénario : Rémi Guérin - Dessin : Sébastien Damour
- Tome 16, 2012
Scénario : Rémi Guérin - Dessin : Sébastien Damour

City Hall, Ankama
- Tome 1, 2012
Scénario : Rémi Guérin - Dessin : Guillaume Lapeyre
- Tome 2, 2012
Scénario : Rémi Guérin - Dessin : Guillaume Lapeyre
- Tome 3, 2013
Scénario : Rémi Guérin - Dessin : Guillaume Lapeyre
- Coffret Tomes 1 à 3 - Premier Cycle, 2013
Scénario : Rémi Guérin - Dessin : Guillaume Lapeyre
- Carnet d'écriture de Jules Verne, 2013
Scénario : Rémi Guérin - Dessin : Guillaume Lapeyre
- Tome 4, 2013
Scénario : Rémi Guérin - Dessin : Guillaume Lapeyre
- Tome 5, 2014
Scénario : Rémi Guérin - Dessin : Guillaume Lapeyre
- Tome 6, 2014
Scénario : Rémi Guérin - Dessin : Guillaume Lapeyre
- Tome 7, 2015
Scénario : Rémi Guérin - Dessin : Guillaume Lapeyre

Pinkerton, Glénat
- Dossier Jesse James - 1875, 2013
Scénario : Rémi Guérin - Dessin : Sébastien Damour
- L'Affaire Abraham Lincoln - 1861, 2014
Scénario : Rémi Guérin - Dessin : Sébastien Damour
- Le Cas McClellan - 1862, 2015
Scénario : Rémi Guérin - Dessin : Sébastien Damour
- Dossier Allan Pinkerton - 1884, 2016
Scénario : Rémi Guérin - Dessin : Sébastien Damour

HistoireS de France, Casterman / Michel Lafon
- Tome 2, Octobre 2014
Scénario : Lorànt Deutsch et Rémi Guérin - Dessin : Eduardo Ocaña

L'Intrépide, Ankama
- L'Intrépide (1 tome), co-scénarisé avec Rémi Guérin et illustré par Guillaume Lapeyre

Ovalon, Le Lombard
- Tome 1, 2015
Scénario : Rémi Guérin et Sylvain Dos Santos - Dessin : Régis Donsimoni
- Tome 2, 2016
Scénario : Rémi Guérin et Sylvain Dos Santos - Dessin : Régis Donsimoni
- Tome 3, 2016
Scénario : Rémi Guérin et Sylvain Dos Santos - Dessin : Régis Donsimoni

Booksterz, Kana
- Tome 1, 2016
Scénario : Rémi Guérin et Sylvain Dos Santos - Dessin : Guillaume Lapeyre
- Tome 2, 2016
Scénario : Rémi Guérin et Sylvain Dos Santos - Dessin : Guillaume Lapeyre
- Tome 3, 2017
Scénario : Rémi Guérin et Sylvain Dos Santos - Dessin : Guillaume Lapeyre

50, Glénat
- 50, 2016
Scénario : Rémi Guérin - Dessin : Alexis Sentenac

### Biographie
- Jules Verne - Testament d'un excentrique, Michel Lafon

### Jeux vidéo
- Styx: Shards of Darkness, Cyanide Studio